# Amaurospiza aequatorialis
El semillero ecuatoriano (Amaurospiza aequatorialis), es una especie de ave paseriforme de la familia Cardinalidae, perteneciente al género Amaurospiza, anteriormente tratada como una subespecie de Amaurospiza concolor. Es nativo del oeste de América del Sur.

## Distribución y hábitat
Se distribuye por la pendiente occidental de los Andes desde el extremo suroeste de Colombia (Nariño), oeste de Ecuador hasta el noroeste de Perú (Tumbes, Cajamarca).
Esta especie es considerada rara, local y difícil de ser vista en sus hábitats naturales: los bordes espesos de selvas húmedas y crecimientos secundarios, con frecuencia asociada a bambuzales, pero también en otras áreas. En altitudes entre 800 y 2400 m.

## Sistemática

### Descripción original
La especie A. aequatorialis fue descrita por primera vez por el ornitólogo británico Richard Bowdler Sharpe en 1888 bajo el mismo nombre científico; su localidad tipo es: « Pallatanga, Chimborazo, Ecuador».

### Etimología
El nombre genérico femenino «Amaurospiza» se compone de las palabras del griego «amauros» que significa ‘oscuro’  y «σπιζα spiza» que es el nombre común del pinzón vulgar; y el nombre de la especie «aequatorialis», en latín significa ‘ecuatorial’, generalmente aplicado a especies originarias de Ecuador.

### Taxonomía
La presente especie fue tradicionalmente tratada como una subespecie de Amaurospiza concolor, pero fue separada como especie plena con base en diferencias genéticas y diferencias morfológicas y de vocalización menores pero significativas. La separación que había sido adoptada anteriormente por el Congreso Ornitológico Internacional (IOC) fue confirmada en la Propuesta 2023-C-7 Parte C al Comité de Clasificación de Norte y Mesoamérica (N&MACC); y a seguir adoptada por Clements checklist/eBird.
Las clasificaciones Aves del Mundo (HBW) y Birdlife International (BLI) adoptan una taxonomía completamente diferente, incluyen a la presente especie, A. concolor y A. carrizalensis en A. moesta y tratan a la subespecie A. concolor relicta, del suroeste de México como una especie separada. Por lo tanto las tres especies unidas en A. moesta no tienen su estado de conservación evaluado.
Es monotípica.